# Epiphragmophora
Epiphragmophora es un género de gasterópodos terrestres de la familia Xanthonychidae. Fue descrito por Adolfo Döring en 1875 y propuesto para las especies sudamericanas, principalmente las de la Argentina.

## Características
Las dimensiones promedio son de 25 a 32 mm de diámetro mayor; pocas especies son de menor tamaño, en general, entre 16 mm y 18 mm. 
En lugares muy secos se las suele hallar sobre especies altas de Cactaceae, a pesar de que las especies de este género no son de hábitos arbóreos.
Como fósiles se conocen Epiphragmophora feruglioi del Plioceno superior, hallada en la margen derecha del río Itiyuro, al noreste de Salta y Epiphragmophora tucumanensis del Pleistoceno reciente de Tucumán.

## Distribución y hábitat
Se encuentra exclusivamente en América del Sur, principalmente en Perú, Bolivia, Paraguay y Argentina, y con menos frecuencia en el sur de Colombia y el sur de Brasil, 
en ambientes continentales, con vegetación o semidesérticos, en agua dulce, en la costa de ríos, arroyos y lagunas.

## Especies
Las especies del género Epiphragmophora son las siguientes:
- Epiphragmophora argentina Holmberg, 1909
- Epiphragmophora audouini d’Orbigny, 1835
- Epiphragmophora birabeni Parodiz, 1955
- Epiphragmophora costellata Fernández & Rumi, 1974
- Epiphragmophora cryptomphala Ancey, 1897
- Epiphragmophora escoipensis Cuezzo, 1996
- Epiphragmophora estella d’Orbigny, 1835
- Epiphragmophora feruglioi Parodiz, 1969 (Extinta)
- Epiphragmophora guevarai Cuezzo, 2006
- Epiphragmophora hemiclausa Hylton Scott, 1951
- Epiphragmophora hieronymi Doering, 1874. Especie tipo.
- Epiphragmophora jujuyensis Hylton Scott, 1962
- Epiphragmophora mollegrandensis Morton, 2007
- Epiphragmophora oresigena d’Orbigny, 1835
- Epiphragmophora parodizi Fernández & Rumi, 1984
- Epiphragmophora proseni Hylton Scott, 1951
- Epiphragmophora puella Hylton Scott, 1951
- Epiphragmophora puntana Holmberg, 1909
- Epiphragmophora quirogai Cuezzo, 2006
- Epiphragmophora rhathymos Holmberg, 1912
- Epiphragmophora saltana Ancey, 1897
- Epiphragmophora tomsici Fernández & Rumi, 1984
- Epiphragmophora trenquelleonis Grateloup, 1851
- Epiphragmophora trifasciata Fernández & Rumi, 1984
- Epiphragmophora trigrammephora d’Orbigny, 1835
- Epiphragmophora tucumanensis Doering, 1874
- Epiphragmophora turneri Morton, 2007 (Extinta)
- Epiphragmophora variegata Hylton Scott, 1962
- Epiphragmophora villavilensis Parodiz, 1955
- Epiphragmophora walshi Cuezzo, 2006